# Бојан Косић
Бојан Косић — Боки (Никшић 14. децембар 1990) је црногорски алпски скијаш Члан је Ски клуба Јаворак из Никшића. Он је једини спортиста Црне Горе на Зимским олимпијским играма 2010. у Ванкуверу, Британској Колумбији у Канади а тиме и први који је представљао Црна Гору као независна државу на њеном првом учешћу на Зимским олимпијским играма.
Бојан се такмичи у слалому и велеслалому.
Висок је 1,78 метара, а тежак 84 килограма.
Тренер му је отац Рајко Косић, који је уједно и директор алпске репрезентације Црне Горе.

## Резултати са ЗОИ 2010
| Име         | Дисциплина | Резултати    | Резултати    | Резултати | Резултати | Резултати     |
| Име         | Дисциплина | 1. трка      | 2. трка      | Укупно    | Заостатак | Пласман       |
| ----------- | ---------- | ------------ | ------------ | --------- | --------- | ------------- |
| Бојан Косић | Слалом     | 56,15 (46)   | 59,17 (41)   | 1:55,32   | 16,00     | 40 / 48 (102) |
| Бојан Косић | Велеслалом | 1:27,74 (70) | 1:30.29 (60) | 2:58,03   | 20,20     | 61 / 81 (103) |